# 크랜베리 주스
크랜베리 주스(영어: cranberry juice)는 밝은 붉은색, 신맛, 다양한 제품 제조 활용성으로 알려진 과일인 크랜베리의 액체 주스이다. 주요 크랜베리 제품으로는 크랜베리 주스, 말린 크랜베리, 크랜베리 소스, 냉동 크랜베리, 크랜베리 파우더, 크랜베리 추출물이 함유된 식이 보충제 등이 있다.
"크랜베리 주스 칵테일" 또는 "크랜베리 주스 블렌드"라는 용어는 약 28%의 크랜베리 주스를 함유하고, 나머지는 다른 과일 주스 농축액 (일반적으로 포도, 사과 또는 배), 물, 그리고 첨가당으로 구성되어 맛을 개선한 제품을 지칭한다. 저칼로리 크랜베리 주스 제품은 비칼로리 감미료를 사용한다.
요로감염증(UTI)에 대한 항균 활동을 제공한다는 오랜 평판에도 불구하고, 크랜베리 주스는 연구의 질에 대한 불확실성 때문에 UTI에 대한 입증된 효과가 없으며, 이는 완료된 임상 연구에 대한 코크란 리뷰에서 결정되었다. 유럽 식품안전청의 과학 패널은 크랜베리 섭취와 UTI 위험 사이에 인과 관계가 설정될 수 없다고 결론지었다.

## 영양 및 구성
크랜베리 주스는 86%의 물, 11%의 탄수화물, 그리고 1% 미만의 지방 또는 단백질로 구성된다(표). 248그램 또는 8온스에 해당하는 표준(강화) 크랜베리 주스 한 컵은 107 칼로리를 제공하며, 신선도 유지를 위한 비타민 C를 성분으로 포함하고, 제조 과정에서 다른 미량영양소가 추가될 수 있다. 비타민 C와 엽산이 일일 권장량의 10% 이상을 차지하는 것을 제외하고는, 일반적인 크랜베리 주스 한 잔은 중요한 양의 미량영양소를 제공하지 않는다(표).
크랜베리 주스 반 컵은 60 칼로리를 제공하고, 비타민 C의 일일 권장량의 20%를 충족하며, 미국 MyPlate 일일 영양 지침에서 과일 섭취량의 절반으로 간주된다.

## 건강에 미치는 영향
크랜베리 주스는 약 2.6의 pH를 가진 산성 음료이다. 일부 크랜베리 주스 제품에는 음료의 맛을 좋게 하기 위해 제조 시 많은 양의 설탕이 사용되지만, 이러한 제품의 섭취는 당뇨병이나 포도당 불내성이 있는 사람들의 고혈당증 및 혈당 조절 감소 위험을 증가시킬 수 있다.

### 크랜베리 주스와 요로감염증
2008년에는 크랜베리 주스의 장기 사용이 증상성 요로감염증(UTI)을 예방하는 데 도움이 될 수 있다는 잠정적인 증거가 있었지만, 이 발견은 2012년에 "추가 14개 연구에 따르면 크랜베리 주스가 이전에 나타난 것보다 효과가 적다"는 결론과 함께 반박되었으며, "크랜베리 주스는 현재 UTI 예방을 위해 권장될 수 없다"고 했다. 유럽 식품안전청은 증거를 검토하고 크랜베리 제품 섭취와 UTI 위험 감소 사이에 인과 관계가 확립되지 않았다고 결론지었다.
2017년 한 체계적 고찰은 크랜베리 제품이 UTI 발병률을 유의하게 감소시켜, 특히 재발성 감염이 있는 개인에게 크랜베리 제품이 효과적일 수 있음을 시사했다. UTI 예방 또는 치료를 위한 크랜베리 제품의 효능에 대한 메타분석의 품질을 조사했을 때, 임상 연구 방법의 불일치로 인해 큰 편차가 분명히 나타났다. 2023년에 발표된 추가적인 체계적 고찰에서는 크랜베리 제품 섭취가 재발성 UTI가 있는 여성, 어린이, 임상 개입 후 UTI에 취약한 사람들의 UTI 위험을 줄이는 데 효과적이라는 증거가 있다고 결론지었다. 같은 검토에서 노년층, 배뇨 장애가 있는 사람 또는 임산부에게는 효과가 거의 없었다.
2017년 9월, 주요 크랜베리 주스 제조업체인 오션 스프레이는 FDA에 건강 강조 표시 청원을 제출했다. FDA의 2018년 2월 회신 서한에 따르면, 이 회사는 "건강한 여성의 재발성 요로감염증 위험 감소와 크랜베리 주스 제품 섭취 간의 관계에 대한 건강 강조 표시를 FDA가 승인하도록 요청했다"고 한다. FDA는 이 청원을 "자격 있는 건강 강조 표시"로 고려할 것이라고 밝혔다. 이러한 유형의 건강 강조 표시는 FDA의 더 높은 기준인 "승인된 건강 강조 표시"처럼 "중요한 과학적 합의"를 요구하지 않는다. 오히려 "자격 있는 건강 강조 표시"는 주장이 "일부 과학적 증거에 의해 뒷받침"되어야만 한다. 이러한 유형의 건강 강조 표시는 "중요한 과학적 합의 기준을 충족"할 필요가 없으며, UTI와 같은 질병에 제품이 영향을 미친다는 증거가 불충분하다는 면책 조항이 동반되어야 한다. 2019년 추가 FDA 지침은 크랜베리 주스 제조업체에게 소비자의 구매 욕구를 자극하는 데 필요한 첨가당을 제품 라벨의 영양 성분 패널에 명시해야 하며, 사용된 설탕의 양은 FDA의 "집행 재량"에 따라 검토될 것이라고 통지했다.
2018년 10월, 국립보건임상우수연구소의 16세 이상 저요로감염증 자가 치료 권고는 "저요로감염증 치료를 위한 크랜베리 제품이나 소변 알칼리화제에 대한 증거는 발견되지 않았다"고 명시하고 있다.

### 치아 건강
크랜베리 주스는 치아의 법랑질을 침식시킬 수 있는 산도(pH 2.6)를 가지고 있다.

## 제조 및 가공

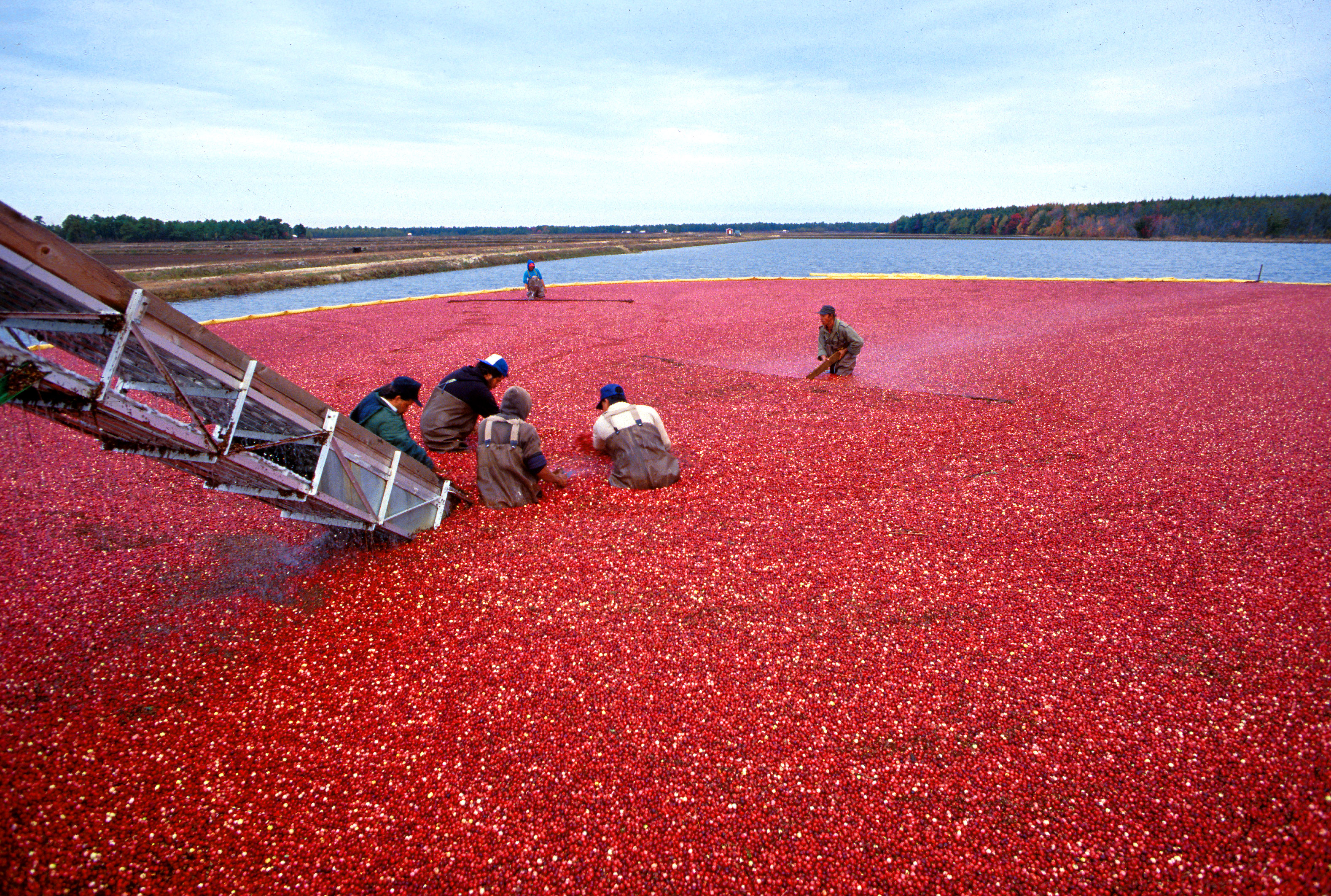
크랜베리 습식 수확

### 제조
크랜베리는 다양한 식물 종에서 생산되는 시큼한 붉은색 베리류의 일종이지만, 상업적 생산을 위해 재배되는 것은 크고 열매가 많은 "미국 크랜베리"(덩굴월귤)이다. 현재 캐나다의 주요 크랜베리 재배 주는 브리티시컬럼비아주, 퀘벡주, 뉴브런즈윅주, 노바스코샤주 및 프린스에드워드아일랜드주이다. 그러나 동부 주에 존재하는 낮은 온도로 인해 서리 피해와 수분 손실을 방지하기 위해 관개 및 침수 방식을 사용해야 한다. 크랜베리 주스로 만들어질 크랜베리는 습식 수확 방식이 일반적으로 사용된다. 워터 릴 하베스터라는 패들 기계를 사용하여 잘 익은 크랜베리를 덩굴에서 분리한 다음, 큰 흡입 파이프를 통해 수집하여 트럭으로 가공 공장으로 운반한다. 가공 공장에서 크랜베리는 과일 파쇄, 매쉬 침용, 매쉬 가열, 주스 압착, 살균 과정을 거쳐 펄프와 분리된 크랜베리 농축액을 생산한다. 크랜베리 주스/칵테일 제품을 준비하기 위해 크랜베리 주스 농축액은 요청, 계약 또는 구매 주문에 명시된 다양한 양의 물로 재구성된다.

### 살균
전통적으로 크랜베리 주스는 병원균이나 부패를 유발하는 미생물 및 포자를 제거하기 위해 열처리를 통해 상업적으로 멸균된다. 준비된 크랜베리 주스 제품은 고온 단시간(HTST) 또는 초고온(UHT) 기술로 열처리되어 무균 밀봉 용기에 포장된다. 열처리 과정에서 크랜베리 주스는 5-로그 병원균 감소에 해당하는 열처리 시간을 받는다. 종종 클로스트리디움 보툴리눔 박테리아는 식품의 열처리 기술에서 특별한 주의를 기울인다. 그러나 클로스트리디움 보툴리눔은 pH 4.6 이하에서는 성장하여 독소를 생성하지 않으며, 크랜베리 주스는 pH 2.3 ~ 2.9의 고산성 식품으로 분류된다.

#### 개선된 살균
2017년, 크랜베리 주스 가공의 새로운 방법에는 고압 가공(HHP) 및 펄스 전기장(PEF) 기술이 포함되었다. HHP 처리는 1~9분 동안 크랜베리 주스에 압력(80,000psi 또는 550MPa)을 가하여 유해 박테리아, 곰팡이 및 바이러스를 제거하는 것을 포함한다. 열처리를 하지 않은 결과물인 생 크랜베리 주스는 캐나다 보건부에 의해 신규 식품 품목으로 분류된다. PEF 처리는 고강도 전기장을 생성하여 해로운 미생물을 제거하기 위해 식품 제품을 통해 전류 흐름을 유도하는 것을 포함한다. PEF 처리된 크랜베리 주스는 전통적인 열처리 방식과는 달리 사용된 크랜베리의 맛, 색깔 또는 향미를 변형시키지 않는다.

### 신맛
크랜베리는 본래 설탕 함량이 낮고 신맛이 난다. 그 결과, 무설탕 크랜베리 주스는 일반적으로 소비자들에게 맛이 없는 것으로 간주된다. 주스의 맛을 개선하기 위해 다른 과일 주스와 혼합하거나 설탕 또는 설탕 대체 첨가물을 첨가하여 신맛을 줄일 수 있다.
크랜베리 주스의 신맛은 플라보노이드, 프로안토시아니딘, 안토시아닌, 페놀산, 엘라그산 탄닌 등을 포함한 폴리페놀 혼합물 함량에서 비롯된다.

### 포장
모든 크랜베리 주스 제품은 해당 국가의 우수 제조 관행에 따라 무균 밀봉 용기(플라스틱 병, 캔, 카톤)에 포장되어야 한다. 사용되는 일반적인 용기 크기는 11.5 또는 64 액량 온스이며, 각 용기는 제품으로 90% 이상 채워져야 한다. 크랜베리 주스 제품은 주문에 명시되지 않는 한 배송 90일 이전에 포장되어서는 안 된다. 오션 스프레이와 Fruit d'Or 크랜베리 주스 제품은 각각 24개월과 36개월의 냉동 보관 수명을 가진다.

## 규제

### 라벨링
2020년, 미국 식품의약국(FDA)은 건강한 여성의 재발성 요로감염증 위험 감소를 위한 크랜베리 주스 제품 라벨에 적격 건강 강조 표시를 허용할 것이라고 발표했다. 이 주스 제품은 하루 8 미국 액량 온스 (240 mL) 섭취 시 최소 27%의 크랜베리 주스를 함유해야 한다. FDA가 제공한 라벨 주장의 한 예는 다음과 같다: "매일 한 잔(8oz)의 크랜베리 주스 음료를 섭취하면 건강한 여성의 재발성 요로감염증(UTI) 위험을 줄이는 데 도움이 될 수 있습니다. FDA는 이 주장을 뒷받침하는 과학적 증거가 제한적이고 일치하지 않는다고 결론 내렸습니다."
크랜베리 주스 용기 라벨에는 제품명 및 코드, 영양 성분표, 로트/드럼 번호, 포장 날짜, 브릭스, 산도, 순중량, 제조업체 이름, 제조업체 주소 및 원산지 국가가 인쇄되어 있다. 캐나다 식품 검사국(CFIA)에 따르면, "무방부제" 표시는 천연적으로 발생하는 벤조산염과 같은 방부제 기능을 제공하는 성분만을 포함하는 크랜베리 주스 제품에 추가할 수 있다.

### 미국
미국의 많은 시장에서, 농축액으로 만든 크랜베리 주스는 크랜베리 주스 또는 크랜베리 주스 농축액, 물, 감미료, 그리고 비타민 C(아스코르브산 형태)를 혼합한 것이다. 혼합물에 사용되는 크랜베리 주스 또는 농축액은 깨끗하고, 건전하며, 잘 익고, 색깔이 좋고, 세척된 신선 또는 냉동 크랜베리(Vaccinium macrocarpon)로 생산되어야 한다. 다음 감미료 중 하나 이상을 첨가할 수 있다: 수크로스, 액상 설탕, 전화당 시럽, 또는 액상과당(40% 이상). 크랜베리 주스에 식품 첨가물(색소, 향료 또는 산)을 사용하는 것은 부피당 크랜베리 주스 또는 농축액의 비율에 따라 달라진다. 25% 또는 27% 함량의 크랜베리 주스 혼합물은 아스코르브산을 제외하고는 언급된 첨가물을 포함하지 않는다. 22% 함량의 크랜베리 주스 혼합물은 첨가된 색소나 향료를 포함하지 않지만, 시트르산을 첨가할 수 있다. 20% 함량의 크랜베리 주스 혼합물은 색소, 향료, 그리고 시트르산을 포함할 수 있다. 농축액으로 만든 완성된 크랜베리 주스 제품은 최소 12°브릭스 수준으로, 최소 크랜베리 주스 농축액 1대 물 3의 비율을 내야 한다. 또한, 각 크랜베리 주스 제품은 비타민 C로 강화되어야 하며, 각 제공량은 현재 미국 Reference Daily Intake의 100% 이상을 제공해야 한다. 크랜베리 주스 제품의 최소 적정 산도는 시트르산으로 측정했을 때 1.67%(wt/wt)여야 한다.

### 캐나다
캐나다 시장에서 크랜베리 주스는 과일 주스 제품으로 규제된다. 크랜베리 주스는 깨끗하고 건강하며 잘 익은 크랜베리로 만들어야 한다. 설탕, 전화당, 덱스트로스와 같은 건조 감미료 중 하나 이상을 첨가할 수 있다. 캐나다 식품 검사국(CFIA)에 따르면, 이 제품의 일반적인 명칭은 제품의 순량에 명시된 주스의 최소 25%가 포함되어 있다면 "크랜베리 주스 드링크/쿨러"로 나타날 수 있다.
캐나다에서 크랜베리는 캐나다 No. 1 등급과 캐나다 국내 등급의 두 가지 범주로 분류된다. 캐나다 No. 1 등급의 크랜베리는 상당히 깨끗해야 하며; 크기가 균일해야 하고; 외관, 식용 또는 운송 품질에 영향을 미치는 손상 및 결함이 없어야 한다. 캐나다 국내 등급의 크랜베리는 합리적으로 깨끗해야 하며; 외관, 식용 또는 운송 품질에 심각하게 영향을 미치는 손상 및 결함이 없어야 한다. 또한, 모든 등급은 적절하게 포장되어야 하며; 건전해야 하고; 최소 65%의 표면적이 붉은색이어야 하며; 곤충 및 곤충 유충이 없어야 한다.

## 혈액 희석제와의 상호작용
크랜베리 주스는 혈액 희석제로 사용되는 쿠마린, 예를 들어 와파린과 상호작용하여 불안정한 INR을 유발할 수 있다. 영국 국립 처방집(BNF)과 식품의약국(FDA)은 모두 동시 사용을 피하라고 권고한다.

## 시장
미국과 캐나다에서 상업적으로 재배되는 크랜베리는 가을에 수확되어 주스 및 기타 제품 제조에 사용된다. 2017년에는 미국 크랜베리 배럴당 100 파운드 (45 kg)이 미화 57.60달러였으나, 2019년에는 미국과의 국제 무역 전쟁으로 인해 배럴당 22.30달러로 가격이 하락하여 시장이 캐나다로부터의 구매로 전환되었다.
주스 생산에 사용되는 크랜베리를 포함하여, 미국인들은 연간 약 4억 파운드(1억 8천만 kg)의 크랜베리를 소비한다. 연간 미국 크랜베리 수확량의 약 95%가 주스 또는 주스 혼합물 제조에 사용된다. 2017년 위스콘신주는 미국에서 크랜베리의 선두 생산지였다. 2017-19년 기간 동안 유럽 연합, 중국, 멕시코, 캐나다와의 무역 전쟁 중에는 미국에서 수출되는 크랜베리와 주스 농축액에 관세가 부과되었다.

## 같이 보기
- 착즙
- 주스 목록